# Esparfloxacino
El esparfloxacino es un antibiótico sintético del grupo de las quinolonas de tercera generación, indicado para el tratamiento de infecciones causadas por un amplio número de bacterias Gram positivas y Gram negativas.

## Farmacología
El esparfloxacino tiene actividad mejorada en contra de organismos Gram positivos, en especial el neumococo, aunque no es tan potente en contra de organismos Gram negativos como lo es la ciprofloxacina.

## Efectos adversos
La administración de esparfloxacino puede causar malestar estomacal, dolor de cabeza y mareos y si es alérgico a las quinolonas, puede que aparezcan sarpullidos o irritaciones en la cara y dificultad para respirar. Como todas las quinolonas, existe la posibilidad de que el esparfloxacino cause dolor, inflamación o ruptura de tendones. No se debe administrar el norfloxacino ni ninguna quinolona durante el embarazo o si se sospecha su existencia.

## Mecanismo de acción
La esparfloxacino es un derivado del ácido quinolincarboxílico que, al igual que otras quinolonas, actúa al inhibir la enzima ADN girasa, encargada del empaque y desempaque del ADN durante la replicación genética de la bacteria.